# Vibrissina buckelli
Vibrissina buckelli là một loài ruồi trong họ Tachinidae.